# Xu Da
Xu Da, nom de courtoisie Tiande, né en 1332 et mort à Nankin en février 1385, est un général de l'armée chinoise qui a vécu à la fin de la dynastie Yuan et au début de la dynastie Ming.